# 駐日アルメニア大使館
駐日アルメニア大使館（アルメニア語: Ճապոնիայում Հայաստանի դեսպանություն、英語: Embassy of Armenia in Japan）は、アルメニアが日本の首都東京に設置している大使館である。在東京アルメニア大使館（アルメニア語: Տոկիոյում Հայաստանի դեսպանություն、英語: Embassy of Armenia in Tokyo）とも。

## 沿革
1991年9月21日、アルメニアがソビエト連邦からの独立を宣言。同年12月28日に日本がアルメニアの独立を承認した後、1992年9月7日に両国間の外交関係が樹立される。2010年7月13日、東京にアルメニア大使館が開設された。初代駐日大使は国際基督教大学（ICU）教授のグラント・ポゴシャン。

## 所在地
| 日本語       | 〒107-0052 東京都港区赤坂1-11-36 レジデンスバイカウンテス230号室        |
| アルメニア語 | Վիսքաունթեսս շ. բն 230, 1-11-36 Ակասակա, Մինատո-կու, Տոկիո 107-0052     |
| 英語         | Residence Viscountess #230, 1-11-36, Akasaka, Minato-ku, Tokyo 107-0052 |

## 大使
2021年4月12日より、アレグ・ホヴァニシャンが特命全権大使を務めている。